# Ugu
Ugu é uma cidade e uma nagar panchayat no distrito de Unnao, no estado indiano de Uttar Pradesh.

## Geografia
Ugu está localizada a 26° 47′ N, 80° 20′ L. Tem uma altitude média de 128 metros (419 pés).

## Demografia
Segundo o censo de 2001, Ugu tinha uma população de 6359 habitantes. Os indivíduos do sexo masculino constituem 53% da população e os do sexo feminino 47%. Ugu tem uma taxa de literacia de 60%, superior à média nacional de 59.5%: a literacia no sexo masculino é de 68% e no sexo feminino é de 52%. Em Ugu, 14% da população está abaixo dos 6 anos de idade.

## Biologia
Em biologia UGU corresponde a um dos codões responsáveis pelo fabrico de cisteína nos ribossomas.